# Marcel Beyer
Marcel Beyer és un escriptor, director de publicacions, traductor i crític musical alemany. Es dona a conèixer com a novel·lista el 1991 amb Das Menschenfleisch. A continuació publica El técnico de sonido (1995), lectura recomanada encara avui a les escoles alemanyes. Aquesta novel·la, sobre els mètodes d'agitació nazis i centrada en la figura de Hermann Karnau, mostra el seu interès per la història alemanya contemporània, que es reflecteix també a Espías (2000), l'acció de la qual arrenca amb el bombardeig de Guernica. Traductor de l'anglès i l'estonià i crític per a la revista musical Spex, és també autor de diversos llibres de poemes, entre ells, Erdkunde (2002), una exploració de l'est europeu. Des de 1996 viu a Dresden.